# Liste des joueurs de la Jeanne d'Arc Vichy Val d'Allier Auvergne Basket
Cet article présente la liste des effectifs saison par saison de la JA Vichy.

## 2006-2007: Remontée en Pro A
Effectif (entraîneur : Jean-Louis Borg, assistant : Jean-Philippe Besson)
| Numéro | Nom                 | Né en | Taille | Nationalité      | Poste             |
| 5      | Jimmal Ball         | 1978  | 1,78 m | États-Unis       | Meneur            |
| 6      | Rida El Amrani      | 1986  | 1,80 m | France           | Arrière           |
| 7      | Prosper Karangwa    | 1978  | 2,01 m | Canada / Burundi | Ailier            |
| 8      | Jean Philippe Ludon | 1983  | 2,00 m | France           | Intérieur         |
| 9      | William Gradit      | 1982  | 1,97 m | France           | Ailier            |
| 10     | Benjamin Recoura    | 1984  | 1,90 m | France           | Arrière / Ailier  |
| 11     | Alexis Rambur       | 1983  | 1,95 m | France           | Meneur / Arriére  |
| 12     | Olivier Viviés (C)  | 1973  | 2,05 m | France           | Pivot             |
| 13     | Yannick Zachée      | 1986  | 1,94 m | France           | Ailier            |
| 14     | Martin Ringström    | 1981  | 2,06 m | Suède            | Intérieur         |
| 15     | Zach Moss           | 1981  | 2,01 m | États-Unis       | Intérieur - Pivot |

## 2007-2008
Effectif (Entraîneur :  Jean-Louis Borg, Assistant :  Jean-Philippe Besson)
| Numéro | Nom                | Né en | Taille | Nationalité      | Poste             |
| 4      | Curtis Sumpter     | 1984  | 2,01 m | États-Unis       | Intérieur         |
| 5      | Jimmal Ball        | 1978  | 1,78 m | États-Unis       | Meneur            |
| 6      | Amir El Fakarani   | 1989  | 1,99 m | France           | Ailier            |
| 7      | Zach Moss          | 1981  | 2,01 m | États-Unis       | Intérieur - Pivot |
| 8      | Rasheed Wright     | 1980  | 1,96 m | États-Unis       | Ailier            |
| 9      | William Gradit     | 1982  | 1,97 m | France           | Ailier            |
| 10     | David Melody       | 1977  | 1,84 m | France           | Arrière           |
| 11     | Alexis Rambur      | 1983  | 1,95 m | France           | Meneur - Arrière  |
| 12     | Olivier Vivies (C) | 1973  | 2,05 m | France           | Pivot             |
| 14     | Dounia Issa        | 1981  | 1,98 m | France           | Intérieur         |
| 15     | Kevin Plesel       | 1987  | 2,02 m | France           | Intérieur         |
| 17     | Prosper Karangwa   | 1970  | 2,01 m | Canada / Burundi | Ailier            |

Joueurs partis en cours de saison
| Numéro | Nom        | Né en | Taille | Nationalité | Poste              |
| 4      | Seth Scott | 1981  | 2,06 m | États-Unis  | Intérieur - Ailier |

(C) : Capitaine

## 2008-2009
Effectif (Entraîneur :  Jean-Louis Borg, Assistant :  Jean-Philippe Besson)
| Numéro | Nom                       | Né en | Taille | Nationalité | Poste              |
| 4      | Amadi McKenzie            | 1986  | 2,01 m | États-Unis  | Ailier / Intérieur |
| 5      | David Teague (basketball) | 1983  | 1,95 m | États-Unis  | Ailier             |
| 6      | Nabil El Amrani           | 1988  | 1,88 m | France      | Arriére            |
| 7      | Zach Moss                 | 1981  | 2,01 m | États-Unis  | Pivot              |
| 8      | William Soliman           | 1980  | 2,02 m | France      | Intérieur / Pivot  |
| 9      | William Gradit            | 1982  | 1,97 m | France      | Ailier             |
| 10     | David Melody (C)          | 1977  | 1,84 m | France      | Arrière            |
| 11     | Alexis Rambur             | 1983  | 1,95 m | France      | Meneur             |
| 12     | Nicolas de Jong           | 1988  | 2,08 m | France      | Pivot              |
| 13     | Kareem Reid               | 1975  | 1,78 m | États-Unis  | Meneur             |
| 14     | Dounia Issa               | 1981  | 1,98 m | France      | Intérieur          |
| 15     | Théodore Zachée           | 1990  | 1,88 m | France      | Ailier             |

Joueurs partis en cours de saison
| Numéro | Nom           | Né en | Taille | Nationalité | Poste  |
| 13     | Shaun Foutain | 1978  | 1,80 m | États-Unis  | Meneur |

(C) : Capitaine

## 2009-2010
Effectif (Entraîneur :  Jean-Louis Borg ; Assistant :  Jean-Philippe Besson)
| Numéro | Nom                    | Né en | Taille | Nationalité | Poste                       |
| 4      | Antoine Eito           | 1988  | 1,86 m | France      | Meneur / Arrière            |
| 5      | Jonte Flowers          | 1985  | 1,96 m | États-Unis  | Ailier / Arrière            |
| 6      | Yacinthe Manicord      | 1990  | 1,98 m | France      | Ailier / Interieur (Espoir) |
| 7      | Zach Moss              | 1981  | 2,01 m | États-Unis  | Pivot                       |
| 8      | Kareem Reid            | 1975  | 1,78 m | États-Unis  | Meneur                      |
| 9      | Jérémy Leloup          | 1987  | 2,02 m | France      | Ailier                      |
| 10     | David Melody (C)       | 1977  | 1,84 m | France      | Arrière                     |
| 11     | Jimmy Djimbaraye       | 1992  | 2,03 m | France      | Ailier (Espoir)             |
| 12     | Nicolas De Jong        | 1988  | 2,08 m | France      | Pivot                       |
| 13     | Regis Koundjia         | 1983  | 2,03 m | France      | Ailier                      |
| 14     | Dounia Issa            | 1981  | 1,98 m | France      | Intérieur                   |
| 15     | Mikael Maruotto        | 1991  | 1,99 m | France      | Ailier (Espoir)             |
| 16     | Josiah James           | 1981  | 2,01 m | États-Unis  | Pivot                       |
| 20     | Brent Petway (pigiste) | 1985  | 2,03 m | États-Unis  | Intérieur                   |

Joueurs partis en cours de saison
| Numéro | Nom         | Né en | Taille | Nationalité | Poste     |
| 11     | Gordon Watt | 1986  | 1,98 m | États-Unis  | Intérieur |

(C) = Capitaine

## 2010-2011: Redescente en Pro B
| Nom                          | Né en | Taille | Nationalité | Poste     |
| ---------------------------- | ----- | ------ | ----------- | --------- |
| Rob Lewin (pigiste)          | 1980  | 2,01 m | Jamaïque    | Pivot     |
| Demetris Nichols             | 1984  | 2,03 m | États-Unis  | Intérieur |
| Cornelius McFadgon (pigiste) | 1982  | 1,96 m | États-Unis  | Ailier    |
| Reece Gaines                 | 1982  | 1,98 m | États-Unis  | Ailier    |
| TJ Thompson                  | 1982  | 1,77 m | États-Unis  | Meneur    |
| Bob Menama (pigiste)         | 1980  | 2,01 m | Belgique    | Ailier    |

| Nom                          | Né en | Taille | Nationalité | Poste          |
| ---------------------------- | ----- | ------ | ----------- | -------------- |
| Curtis Sumpter               | 1984  | 2,01 m | États-Unis  | Interieur      |
| Rob Lewin (pigiste)          | 1980  | 2,01 m | Jamaïque    | Pivot          |
| Cornelius McFadgon (pigiste) | 1982  | 1,96 m | États-Unis  | Ailier         |
| Kareem Reid (C)              | 1975  | 1,78 m | États-Unis  | Meneur         |
| TJ Thompson                  | 1982  | 1,77 m | États-Unis  | Meneur         |
| Antoine Eïto                 | 1988  | 1,86 m | France      | Meneur/Arrière |

## 2011-2012: Descente en Nationale 1 Masculine
| Nom                    | Né en | Taille | Nationalité | Poste            |
| ---------------------- | ----- | ------ | ----------- | ---------------- |
| Jean Bernage (pigiste) | 1988  | 1,98 m | France      | Ailier           |
| Nouha Diakité          | 1980  | 2,07 m | France      | Interieur        |
| Josiah James (pigiste) | 1981  | 2,02 m | États-Unis  | Pivot            |
| Laurent Sciarra        | 1973  | 1,93 m | France      | Entraineur       |
| Dan Coleman            | 1985  | 2,06 m | États-Unis  | Interieur/Ailier |
| Errick Craven          | 1983  | 1,88 m | États-Unis  | Arrière/Meneur   |

| Nom                    | Né en | Taille | Nationalité | Poste          |
| ---------------------- | ----- | ------ | ----------- | -------------- |
| Jonathan Aka           | 1986  | 2,03 m | France      | Pivot          |
| Jean Philippe Besson   | 1971  | -      | France      | Entraineur     |
| Alexander Franklin     | 1988  | 2,06 m | États-Unis  | Interieur      |
| Jonte Flowers          | 1985  | 1,96 m | États-Unis  | Ailier/Arrière |
| Jean Bernage (pigiste) | 1988  | 1,98 m | France      | Ailier         |